# République d'Acre
Pour les articles homonymes, voir Acre.
1899 – Novembre 1900
(environ 1 an)
La république d'Acre (espagnol : República de Acre, portugais : República do Acre) ou l'État indépendant d'Acre (espagnol : Estado Independiente de Acre, portugais : Estado Independente do Acre) sont les noms d'une série de gouvernements séparatistes dans la région de l'Acre bolivienne entre 1899 et 1903. La région est annexée par le Brésil en 1903 et devient l'État d'Acre.

## Histoire
Le territoire d'Acre est assigné à la Bolivie en 1867 par le Traité d'Ayacucho, conclu avec l'empire du Brésil. La région attire de nombreux migrants brésiliens aux XIXe siècle lors de la Fièvre du caoutchouc. En 1899-1900, le journaliste et ancien diplomate espagnol Luis Gálvez Rodríguez de Arias dirige une expédition pour prendre le contrôle de la région de l'Acre bolivienne. L'expédition est secrètement financée par le gouvernement de l'État de l'Amazonas pour incorporer l'Acre après son indépendance de la Bolivie au Brésil. Gálvez se proclame lui-même président de la République le 14 juillet 1899 et installa sa capitale à Antimary, qu'il rebaptise Arieopolis. La Première République dure jusqu'au mois de mars 1900, quand le gouvernement brésilien envoya des troupes pour arrêter Gálvez et rendre Acre à la Bolivie.
En novembre 1900 une nouvelle tentative entraîne la création de la Seconde République d'Acre avec Rodrigo de Carvalho comme président. Là encore, le mouvement est réprimé, et Acre reste une partie de la Bolivie jusqu'en 1903. Après l'échec de la tentative de faire sécession avec la Bolivie, après la guerre de l'Acre, le territoire échoit au Brésil et le 25 février 1904, Acre devint officiellement un des États fédérés du Brésil.

## Voir Aussi
- Acre (État)